# Alexandre Raineau
Alexandre Raineau, né le 21 juin 1986 à Paris, est un footballeur français.
Ce joueur défensif polyvalent passé par l'INF Clairefontaine arrive en 2003 au SM Caen, dont il intègre l'équipe première en 2006. Initialement milieu de terrain défensif, Raineau se fait une place de titulaire au cours de la saison 2010-2011 au poste de latéral gauche, aux dépens de Grégory Tafforeau, blessé.

## Carrière
Né à Paris, Alexandre Raineau découvre le football au CSM Puteaux, aux côtés notamment de Garra Dembélé. En 1999 il intègre l'INF Clairefontaine (il apparaît dans le documentaire de Canal+ intitulé À la Clairefontaine) et se licencie à l'AC Boulogne-Billancourt. En 2003, il signe au Stade Malherbe Caen, dont il devient un espoir au poste de milieu de terrain défensif. Il est alors régulièrement appelé dans les sélections françaises, notamment pour la deuxième phase qualificative de l'Euro 2003 des moins de 17 ans, avec les moins de 18 ans ou encore au Tournoi de Toulon 2007 avec les moins de 20 ans.
Le milieu d'1,78 m fait ses débuts en équipe première à Caen lors de la saison 2006-2007, à l'issue de laquelle les Normands retrouvent l'élite. En L1 il peine cependant à se faire une place au sein de l'effectif, ce qui lui vaut d'être prêté en janvier 2008 six mois au club de Libourne Saint-Seurin (en Ligue 2), pour s'aguerrir et accumuler du temps de jeu. Il y joue 18 matchs, mais le club ne parvient pas à éviter la relégation en National. 
Par la suite il retrouve le SM Caen et connaît sa première titularisation en Ligue 1 le 30 août 2008 lors du match SM Caen-Paris Saint-Germain, sans parvenir toutefois à s'imposer comme titulaire. Lors de la saison 2010-2011, il est finalement replacé sur le côté de la défense malherbiste comme doublure de Grégory Tafforeau. Profitant des blessures de ce dernier, il s'impose à ce poste et prolonge en fin de saison son contrat pour trois saisons supplémentaires : il est désormais lié avec le SM Caen jusqu'en 2014.
La saison 2011-2012 va lui permettre de prendre le début du championnat à son compte puisqu'il démarre en tant que titulaire indiscutable. Néanmoins, la fin de saison sera moins glorieuse à la suite de l'arrivée d'Aurélien Montaroup, car il finira la saison sur le banc.
Il est titularisé à seulement quatre reprises durant la saison 2012-2013, barré par l'explosion du jeune Raphaël Guerreiro. Il n'entre en cours de matchs qu'à quelques reprises, principalement au milieu de terrain.
Lors de la remontée en Ligue 1 la saison suivante, il n'est pas utilisé et se contente d'apparitions sur le banc et en réserve.
La saison suivante, pour son premier match officiel depuis 2014, il offre une passe décisive à Andy Delort lors de la défaite contre l'OGC Nice en Coupe de la Ligue. Il effectue aussi quelques apparitions en Ligue 1.
Après toutes ces années passées au SM Caen, il s'engage à LB Châteauroux (National) en juillet 2016.

## Statistiques
| Saison                | Club                            | Championnat           | Championnat | Championnat | Coupe nationale | Coupe nationale | Coupe de la Ligue | Coupe de la Ligue | Total | Total |
| Saison                | Club                            | Division              | M.          | B.          | M.              | B.              | M.                | B.                | M.    | B.    |
| 2006-2007             | SM Caen                         | Ligue 2               | 7           | 0           | 3               | 0               | 1                 | 0                 | 11    | 0     |
| 2007-2008             | SM Caen                         | Ligue 1               | 1           | 0           | -               | -               | 1                 | 0                 | 2     | 0     |
| 2007-2008             | FC Libourne-Saint-Seurin (prêt) | Ligue 2               | 18          | 0           | -               | -               | -                 | -                 | 18    | 0     |
| 2008-2009             | SM Caen                         | Ligue 1               | 9           | 0           | -               | -               | 1                 | 0                 | 10    | 0     |
| 2009-2010             | SM Caen                         | Ligue 2               | 14          | 0           | 3               | 0               | 1                 | 0                 | 18    | 0     |
| 2010-2011             | SM Caen                         | Ligue 1               | 23          | 0           | 1               | 0               | 2                 | 0                 | 26    | 0     |
| 2011-2012             | SM Caen                         | Ligue 1               | 19          | 0           | -               | -               | 3                 | 0                 | 22    | 0     |
| 2012-2013             | SM Caen                         | Ligue 2               | 14          | 0           | 2               | 0               | 2                 | 0                 | 18    | 0     |
| 2013-2014             | SM Caen                         | Ligue 2               | 17          | 0           | 2               | 0               | 2                 | 0                 | 21    | 0     |
| 2014-2015             | SM Caen                         | Ligue 1               | -           | -           | -               | -               | 1                 | 0                 | 1     | 0     |
| 2015-2016             | SM Caen                         | Ligue 1               | 7           | 0           | -               | -               | 1                 | 0                 | 8     | 0     |
| Sous-total            | Sous-total                      | Sous-total            | 129         | 0           | 11              | 0               | 15                | 0                 | 155   | 0     |
| 2016-2017             | LB Châteauroux                  | National              | 26          | 0           | 3               | 0               | 2                 | 0                 | 31    | 0     |
| Sous-total            | Sous-total                      | Sous-total            | 26          | 0           | 3               | 0               | 2                 | 0                 | 31    | 0     |
| Total sur la carrière | Total sur la carrière           | Total sur la carrière | 155         | 0           | 14              | 0               | 17                | 0                 | 186   | 0     |

## Palmarès
- Champion de France de Ligue 2 : 2010 (SM Caen)
- Champion de France de National : 2017 (LB Châteauroux)
- Vice-champion de France de Ligue 2 : 2007 (SM Caen)
- Vainqueur du tournoi de Toulon 2007 (France)